# Giráldez, López Íñigo i Subías, arquitectes

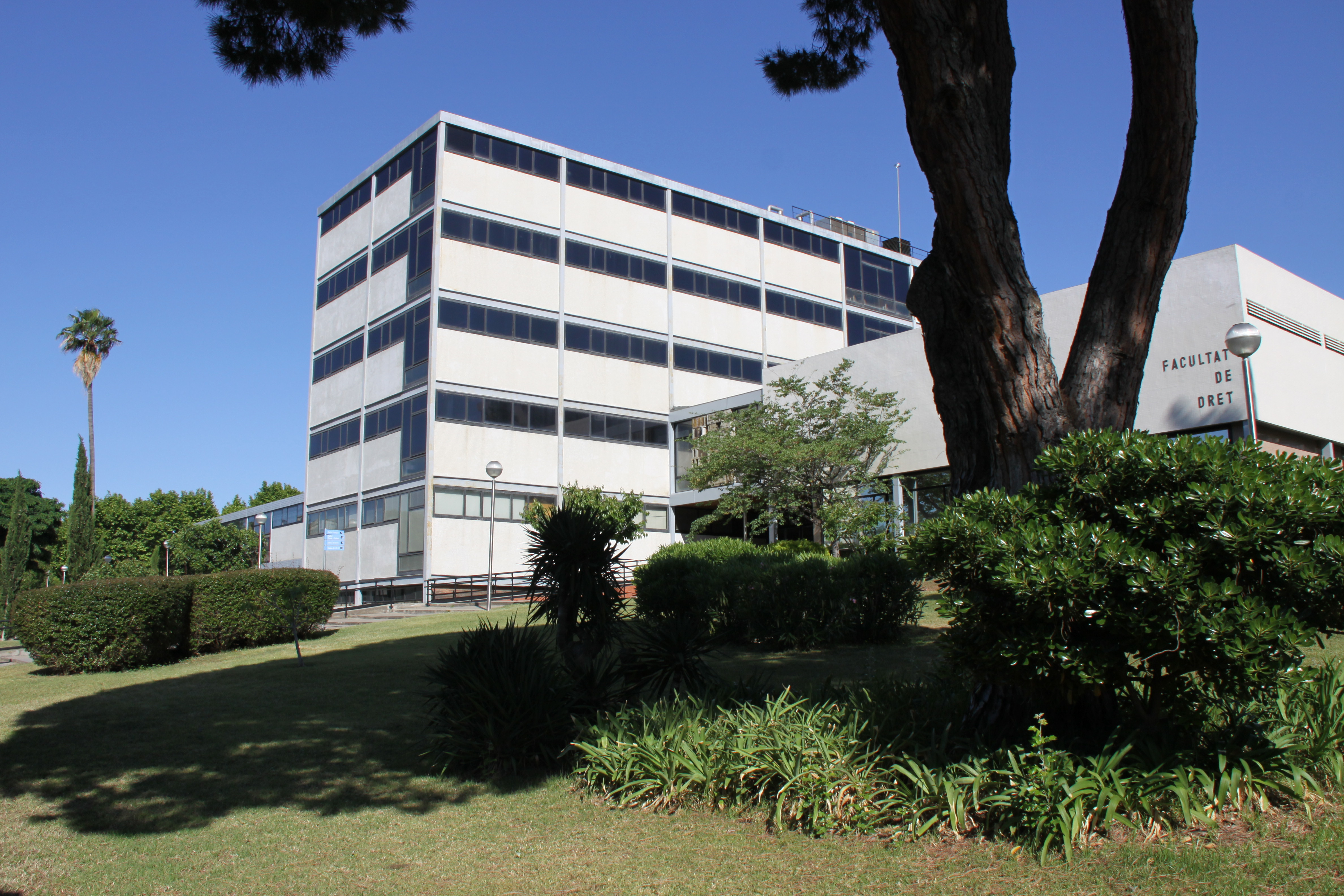
Facultat de Dret de Barcelona (1957-58)

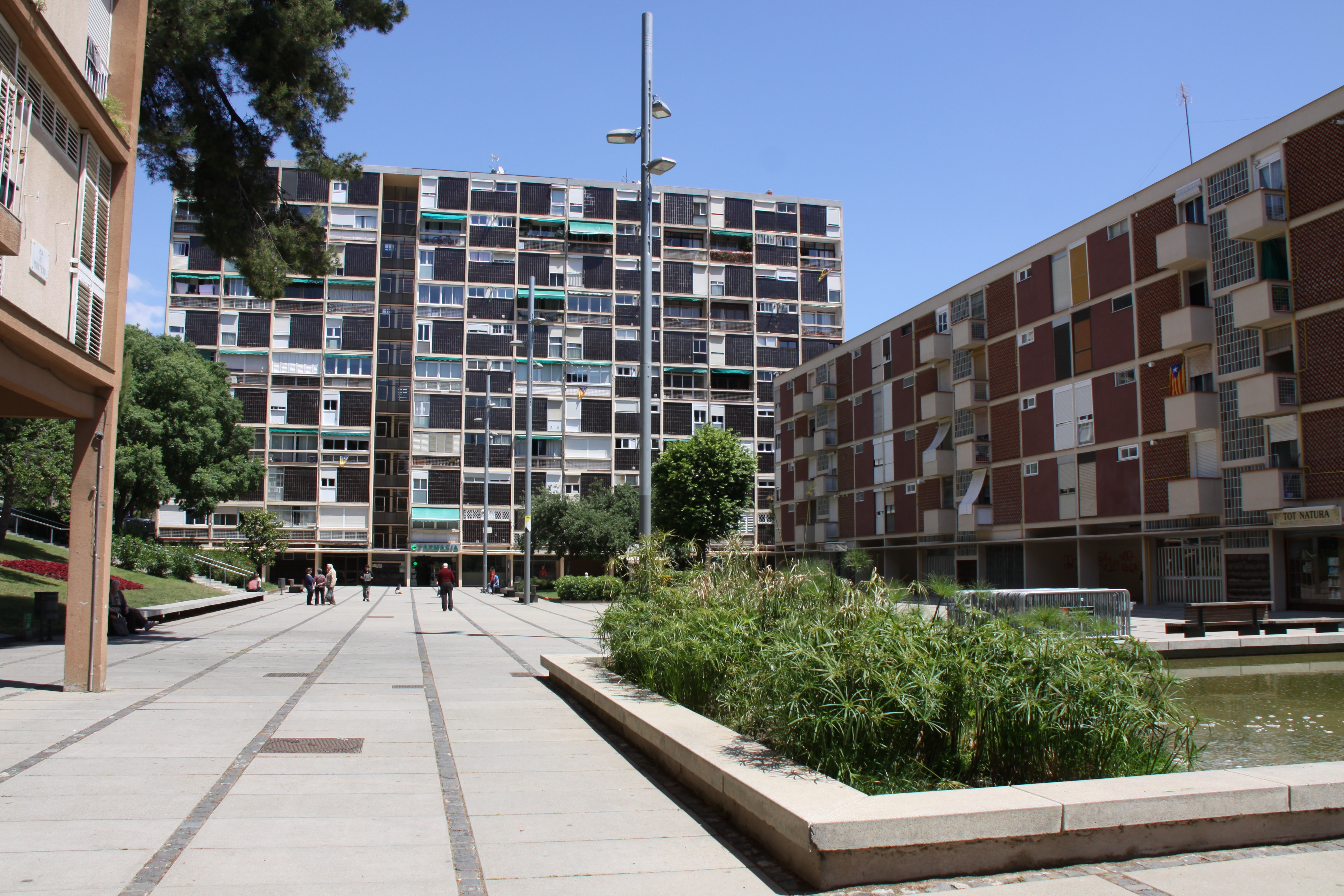
El "Pla de Montbau", plaça central de l'illa sud del barri

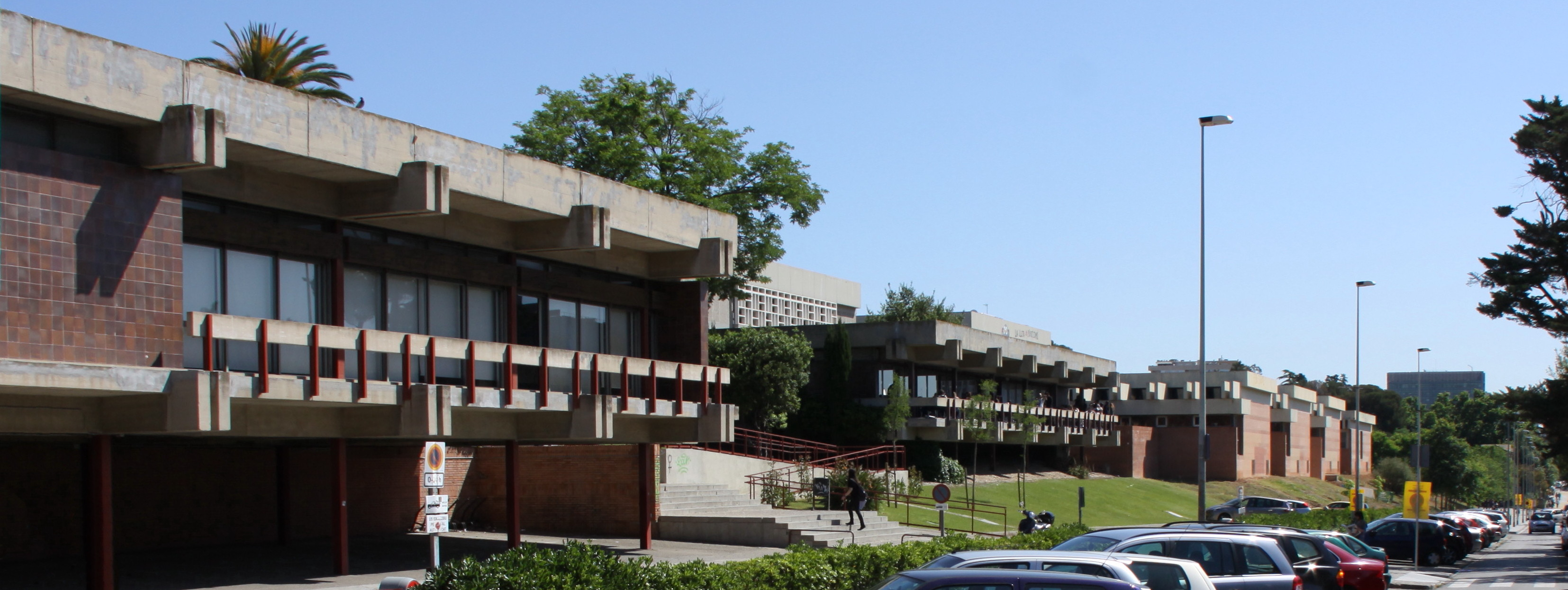
Facultat d'Econòmiques de Barcelona (1962-66)

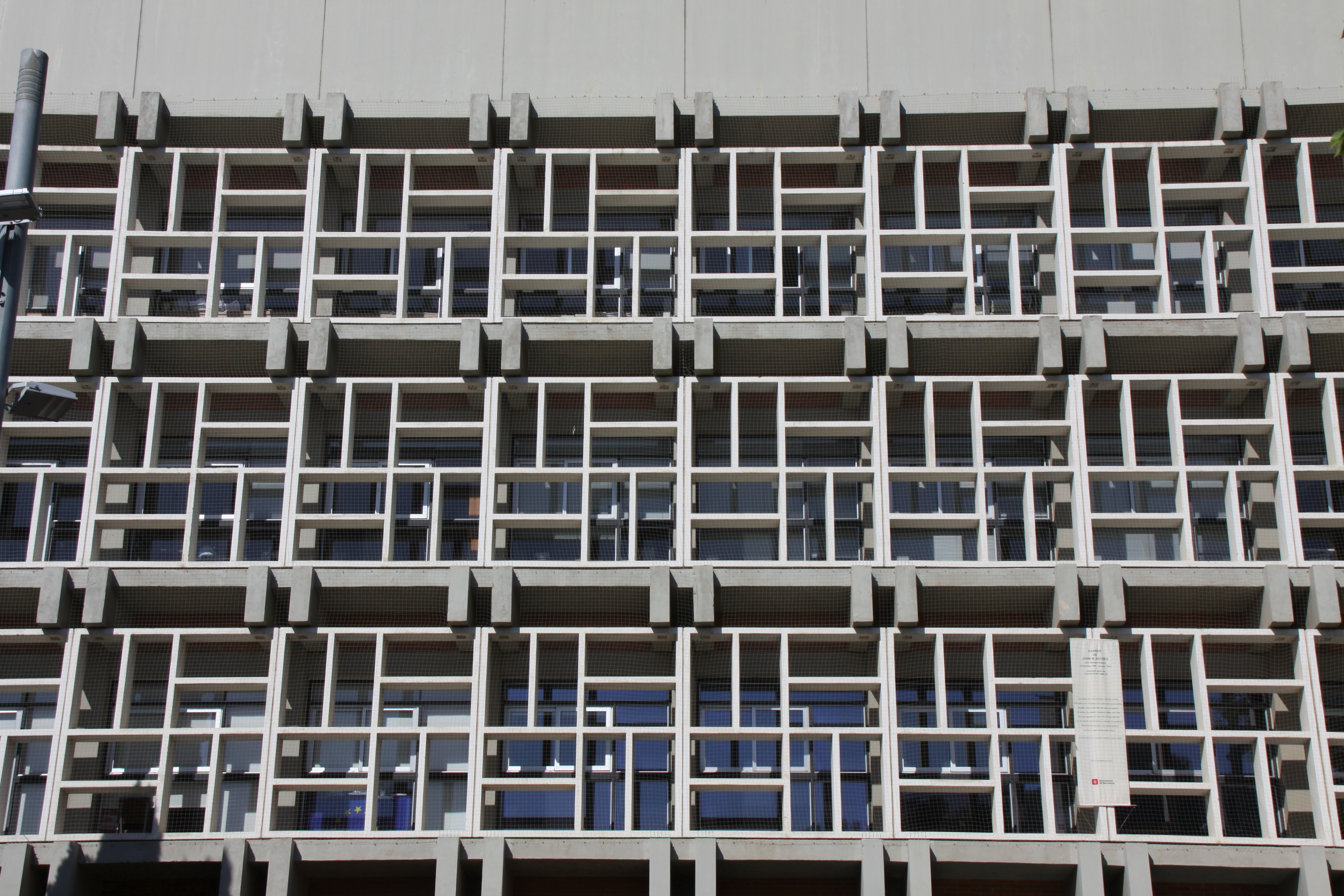
Detall de la Facultat d'Econòmiques

Giráldez, López Íñigo i Subías, arquitectes fou un despatx d'arquitectura català format pels arquitectes Guillermo Giráldez Dávila (Barcelona, 1925), Pedro López Íñigo (Burgos, 1926 – Barcelona, 1997) i Xavier Subias i Fages (Figueres, 1926 – Barcelona, 2013), que va ser actiu els anys 1955-1996. Foren representants destacats del ressorgiment de l'arquitectura contemporània a Catalunya i Espanya. La seva primera obra important fou la Facultat de Dret de Barcelona, d'Estil Internacional. Els va valdre el I Premi FAD d'Arquitectura i Interiorisme (1958).
Si bé en els darrers temps ha fet una certa fortuna l'acrònim LIGS per anomenar-los, ells mai el feren servir i sempre utilitzaren els seus cognoms en ordre alfabètic.

## Trajectòria
Els tres arquitectes es coneixen l'any 1943 durant els seus estudis a la Universitat de Barcelona. Es graduen amb la promoció de 1951, formada per tan sols 15 alumnes (entre ells Oriol Bohigas o Josep M. Martorell), però molt més nombrosa que les anteriors. La seva formació ha estat estrictament clàssica, d'acord amb l'arquitectura tardoacadèmica imperant a l'estat, però el professor Robert Terradas els obre perspectives cap a l'arquitectura contemporània.
Acabada la carrera, Guillermo Giráldez treballa al despatx d'Eusebi Bona. El 1953 s'inscriu al Grup R i l'any següent organitza, junt amb Bohigas i Martorell la segona exposició del col·lectiu, centrada en els materials.
Per la seva part, Pedro López Íñigo s'incorpora com arquitecte municipal al Patronato Municipal de la Vivienda de Barcelona.
Xavier Subías treballa a peu d'obra per a l'empresa Cubiertas y Tejados (CyT). Posteriorment esdevé arquitecte municipal a Barcelona.
L'any 1955 col·laboren per redactar un projecte d'habitatges experimentals de construcció industrialitzada, encàrrec de Cubiertas y Tejados per a un concurs convocat per l'Instituto Nacional de la Vivienda (INV), que inclou l'edificació del bloc projectat. N'extreuen experiència i idees que aplicaran en els seus treballs posteriors. Arran d'aquest projecte decideixen seguir treballant junts.
L'any 1957 reben el primer encàrrec important: la Facultat de Dret, al nou campus de la Universitat de Barcelona a l'avinguda Diagonal. El projecte s'ha de presentar en 3 mesos i l'obra s'executa en 9. És un edifici racionalista i funcionalista amb un llenguatge proper al pavelló d'Alemanya de Mies van der Rohe i al del racionalisme de 1930 del GATCPAC
, influït per la seva recent visita a la Interbau de Berlín. El projecte inclou el disseny del mobiliari i l'enjardinament. La facultat guanya el I premi FAD.
El mateix any 1957 elaboren, per encàrrec de l'ajuntament de Barcelona, l'avançament del Pla Parcial del barri de Montbau (que els serveis municipals acabaran de desenvolupar augmentant-ne la densitat d'edificació). Entre 1958 i 1960 construeixen tres dels blocs de l'illa Sud. Posteriorment (1966-68) hi construeixen també el bloc N, amb un sistema de pisos dúplex amb corredors d'accés encaixats, inspirats en la torre de Jaap Bakema i Jo van den Broek a la Interbau 57. Reprendran aquest patró als blocs de La Caixa (Diagonal/Ganduxer/Bori i Fontestà, Barcelona).
El següent gran encàrrec és el Pla Parcial del Sud-est del Besòs (1959), en col·laboració amb E. Giralt Ortet i J. Puig Torné. En aquest sector, a més, construeixen els edificis d'habitatges i els equipaments de les 4 illes situades més al nord. Hi apliquen intensivament solucions començades a desenvolupar als habitatges experimentals i a Montbau, conjuntant l'economia de mitjans amb els recursos plàstics dels materials i la seva ordenació.
La seu del Centre d'Influència Catòlica (Barcelona, 1961-1962), amb una estructura basada en pilars diagonals que dibuixen una «A» visible en tota la façana, enceta una tendència que serà definitòria del seu estil. En el seu llenguatge plàstic basat en el diàleg entre els materials, l'estructura adquireix importància, enllaçant amb el corrent brutalista. La Facultat d'Econòmiques de Barcelona (1962-1966) manifesta ja obertament aquesta tendència. A més, per la seva concepció en mòduls repetibles s'adscriu al corrent megaestructural i anticipa la Universitat Autònoma (1963-1973).
L'any 1997 mor López Iñigo. Giráldez i Subías deixen en poc temps l'activitat.

## Obres més rellevants[2]
(A Barcelona quan no s'indica el contrari) 
- Habitatges experimentals, Madrid (1955)
- Biblioteca del Col·legi Oficial d'Arquitectes de Catalunya i Balears (1962, avui desapareguda)

Equipaments docents
- Facultat de Dret de la Universitat de Barcelona (1957-58)
- Facultat d'Econòmiques de la Universitat de Barcelona (1962-66)
- Escola Betània Patmos (1963-64/1969)
- Institució Cultural del CIC (1961-1962)
- Universitat Autònoma de Barcelona, Bellaterra. Avantprojecte i projecte de la primera fase (1969-73)
- Biblioteca de la Facultat de Lletres, campus Diagonal (actual Parc Científic) (1997)

Urbanisme
- Polígon Montbau (1957-68)
- Polígon del barri del Sud-oest del Besòs (1959-61)
- Polígon Canyelles (1974)

Conjunts residencials
- Av. Diagonal/Ganduxer/Bori i Fontestà (1963-1966-1977)
- Gran Via de les Corts Catalanes, 144-156 (1966-1971)
- Bell Resguard, El Masnou (1973-1980)

Complexes sanitaris
- Clínica Dexeus (1968-1972/1981)
- Hospital Oncològic Duran i Reynals, L'Hospitalet de Llobregat (1973-1975/1978)
- Avantprojecte per a l'Hospital de la Santa Creu i de Sant Pau (1966-1967)